# 宋妮娜
宋妮娜（1980年4月7日—），中國女排替补二傳，辽宁鞍山市人，身高1.79米。曾随队获得2004年雅典奥运金牌。
宋妮娜扣球高度最高達3.03米，攔網高度最高達2.93米。

## 团体三大賽榮譽
| 年份   | 世界大賽 (主辦國)                  |
| ------ | ---------------------------------- |
| 2002年 | 第14屆世界女排錦標賽殿軍 ( 德國)   |
| 2003年 | 第9屆世界盃冠軍 ( 日本)            |
| 2004年 | 雅典奧運會冠軍 ( 希臘)             |
| 2006年 | 第15屆世界女排錦標賽第五名 ( 日本) |